# Seenweg
Der Seenweg ist ein Wanderweg im Fichtelgebirge. Er ist circa 70 Kilometer lang und führt entlang vieler Freizeitseen des Fichtelgebirges. Er wird durch den Fichtelgebirgsverein betreut.

## Streckenverlauf
Hof/Saale (Untreusee)–Eppenreuther Mühle–Unterpferdt–Stobersreuth–Förbau–Förmitztalsperre–Förmitz–Großer Waldstein–Weißenstadt–Rudolfstein–Rudolfsattel–Röslaquelle–Schneebergsattel–Nußhardt–FGV-Unterkunftshaus Seehaus–Parkplatz B 303/E 48–Fichtelseemoor–Fichtelsee–Nagler See–Nagel–Oberölbühl–Brand/Opf.–Grünberg–Ölbrunn–Babilon–Döberein–Bahnhof Immenreuth–Gabellohe–Haidenaab/Göppmannsbühl–FGV-Unterkunftshaus Tauritzmühle–Speichersdorf–Bahnhof Kirchenlaibach. 

## Unterkünfte
Am Seenweg befinden sich die Unterkunftshäuser des Fichtelgebirgsvereins Waldsteinhaus, Seehaus, Kösseinehaus und Tauritzmühle.

## Charakter
Von Norden kommend überquert der Seenweg das Fichtelgebirge in Richtung Süden. Er verbindet dabei größere und kleinere Stauseen, die teilweise erst in den letzten Jahrzehnten angelegt wurden. Der Wanderweg durchquert die Täler des Gebirges, führt aber auch auf verschiedene Berge. Er ist gut markiert, die besten Jahreszeiten sind Frühjahr, Sommer und Herbst. Mit dem Mountainbike kann er abschnittsweise befahren werden.
Als Markierung dient ein blaues „S“ auf weißem Grund.